# Bisdom Buga
Het bisdom Buga (Latijn: Dioecesis Buguensis) is een rooms-katholiek bisdom met als zetel Buga, in Colombia. Het bisdom is suffragaan aan het aartsbisdom Cali. 

## Geschiedenis
Het bisdom werd opgericht op 29 juni 1966, uit delen van het aartsbisdom Cali en het bisdom Palmira. 

## Parochies
Het bisdom had in 2020 een oppervlakte van 3.997 km2 en telde 600.631 inwoners waarvan 90,0% rooms-katholiek was.

## Bisschoppen
- Julián Mendoza Guerrero (3 januari 1967 - 4 augustus 1984)
- Rodrigo Arango Velásquez (17 januari 1985 - 19 januari 2001)
- Hernán Giraldo Jaramillo (19 januari 2001 - 10 mei 2012)
- José Roberto Ospina Leongómez (10 mei 2012 - heden)

## Galerij van afbeeldingen

Wapen van het bisdom Buga

Cali (aartsbisdom) · Buenaventura · Buga · Cartago · Palmira